# Эйсё
Эйсё (яп. 永正 эйсё:) — девиз правления (нэнго) японского императора Го-Касивабара, использовавшийся с 1504 по 1521 год .

## Продолжительность
Начало и конец эры:
- 30-й день 2-й луны 4-го года Бунки (по юлианскому календарю — 16 марта 1504);
- 23-й день 8-й луны 18-го года Эйсё (по юлианскому календарю — 23 сентября 1521).

## Происхождение
Название нэнго было заимствовано из древнекитайского сочинения «И Вэй» (кит. трад. 易緯, пиньинь Yì wěi):「永正其道、咸受吉化、徳弘（施）四海、能継天道」.

## События
даты по юлианскому календарю

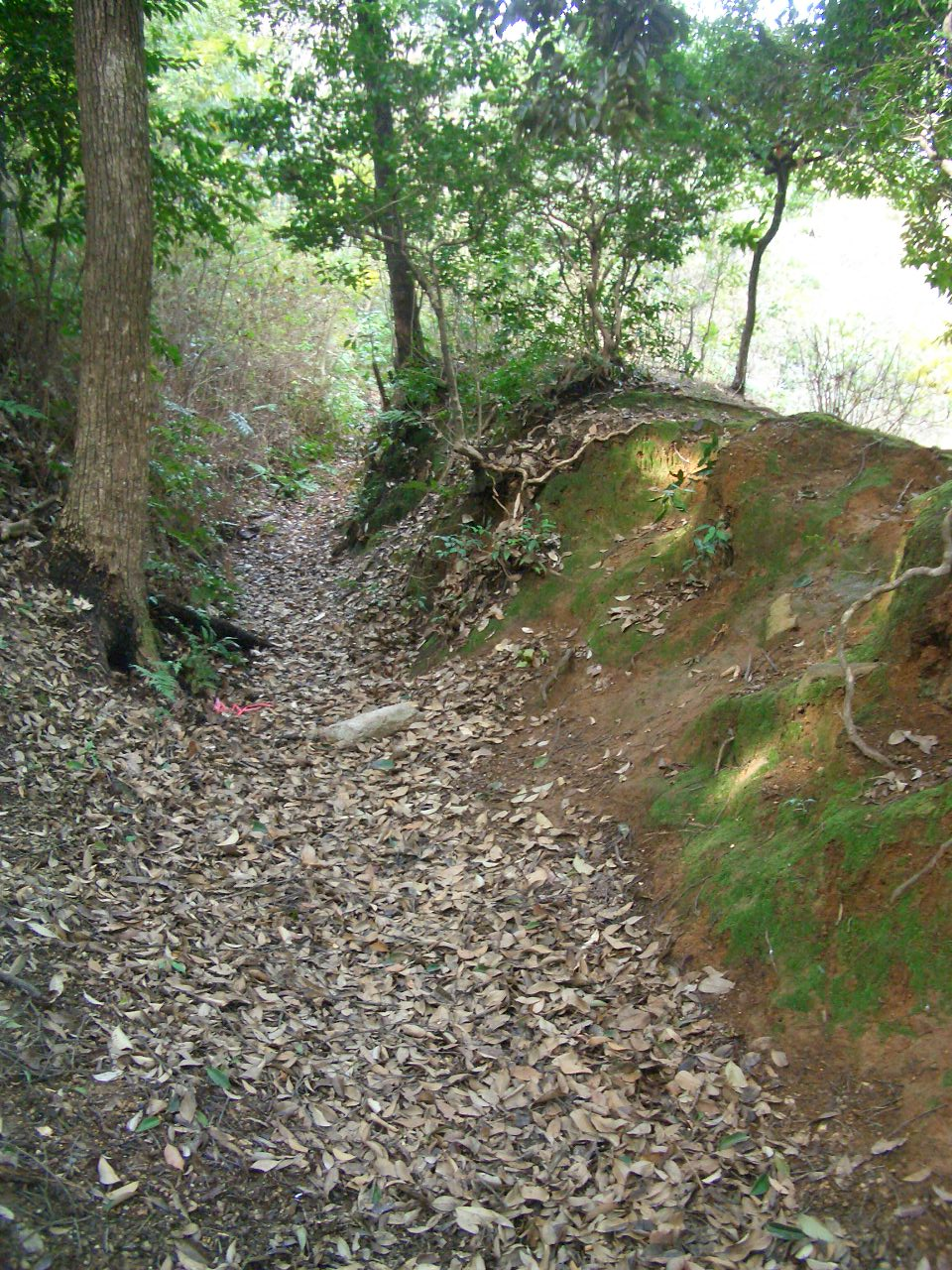
Место битвы при Фунаокаяме, современное состояние.

- 1504 год (1-й год Эйсё) — страшный голод[6];
- 1505 год (2-й год Эйсё) — возведён замок Нода (яп. 野田城 нода дзё:);
- 1507 год (3-й год Эйсё) — Смута годов Эйсё (яп. 永正の錯乱 эйсё: но саку ран) — убийство Хосокавы Масамото;
- 1508 год (1-я луна 5-го года Эйсё) — новая смута сподвигла бывшего сёгуна Асикагу Ёситанэ на взятие Киото. Он собрал войска и вошёл в столицу. Начиная с 1508 года Ёситанэ известен как 10-й сёгун сёгуната Муромати[7];
- 21 сентября 1510 года (18-й день 8-й луны 7-го года Эйсё) — землетрясение в Сэйонайкай (34°36′00″ с. ш. 135°24′00″ в. д.HGЯO) силой 6,7 баллов по шкале Рихтера[8];
- 10 октября 1510 года (8-й день 9-й луны 7-го года Эйсё) — землетрясение в море Энсюнада (34°30′00″ с. ш. 137°36′00″ в. д.HGЯO) силой 7,0 баллов по шкале Рихтера[8];
- 1511 год (2-я луна 8-го года Эйсё) — в возрасте 77 лет скончался Ёсида Канэтомо;
- 16 сентября 1511 года (24-й день 8-й луны 8-го года Эйсё) — битва при Фунаокаяме (яп. 船岡山合戦 фунаокасан гассэн). Асикага Ёситанэ возвращается из провинции Тамба, опасаясь, что Хосокава Сэйкэн планирует нападение на Киото. Под защитой Оути Ёсиоки Ёситанэ вошёл в столицу[9];
- 1512 год (9-й год Эйсё) — возведён замок Таманава;
- 1513 год (5-я луна 10-го года Эйсё) — Асикага Ёситанэ сменил имя на Ёситада[9].

## Сравнительная таблица
Ниже представлена таблица соответствия японского традиционного и европейского летосчисления. В скобках к номеру года японской эры указано название соответствующего года из 60-летнего цикла китайской системы гань-чжи. Японские месяцы традиционно названы лунами.
| 1-й год Эйсё (Деревянная Крыса)      | 1-я луна*       | 2-я луна   | 3-я луна*               | 3-я луна (високосная) * | 4-я луна                | 5-я луна* | 6-я луна*               | 7-я луна   | 8-я луна*             | 9-я луна   | 10-я луна                | 11-я луна               | 12-я луна*     |
| ------------------------------------ | --------------- | ---------- | ----------------------- | ----------------------- | ----------------------- | --------- | ----------------------- | ---------- | --------------------- | ---------- | ------------------------ | ----------------------- | -------------- |
| Юлианский календарь                  | 18 января 1504  | 16 февраля | 17 марта                | 15 апреля               | 14 мая                  | 13 июня   | 12 июля                 | 10 августа | 9 сентября            | 8 октября  | 7 ноября                 | 7 декабря               | 6 января 1505  |
| 2-й год Эйсё (Деревянный Бык)        | 1-я луна        | 2-я луна   | 3-я луна*               | 4-я луна*               | 5-я луна                | 6-я луна* | 7-я луна*               | 8-я луна   | 9-я луна*             | 10-я луна  | 11-я луна                | 12-я луна*              |                |
| Юлианский календарь                  | 4 февраля 1505  | 6 марта    | 5 апреля                | 4 мая                   | 2 июня                  | 2 июля    | 31 июля                 | 29 августа | 28 сентября           | 27 октября | 26 ноября                | 26 декабря              |                |
| 3-й год Эйсё (Огненный Тигр)         | 1-я луна        | 2-я луна   | 3-я луна*               | 4-я луна                | 5-я луна*               | 6-я луна  | 7-я луна*               | 8-я луна*  | 9-я луна              | 10-я луна* | 11-я луна                | 11-я луна* (високосная) | 12-я луна      |
| Юлианский календарь                  | 24 января 1506  | 23 февраля | 25 марта                | 23 апреля               | 23 мая                  | 21 июня   | 21 июля                 | 19 августа | 17 сентября           | 17 октября | 15 ноября                | 15 декабря              | 13 января 1507 |
| 4-й год Эйсё (Огненный Кролик)       | 1-я луна        | 2-я луна   | 3-я луна*               | 4-я луна                | 5-я луна*               | 6-я луна  | 7-я луна*               | 8-я луна*  | 9-я луна              | 10-я луна* | 11-я луна                | 12-я луна*              |                |
| Юлианский календарь                  | 12 февраля 1507 | 14 марта   | 13 апреля               | 12 мая                  | 11 июня                 | 10 июля   | 9 августа               | 7 сентября | 6 октября             | 5 ноября   | 4 декабря                | 3 января 1508           |                |
| 5-й год Эйсё (Земляной Дракон)       | 1-я луна        | 2-я луна   | 3-я луна*               | 4-я луна                | 5-я луна*               | 6-я луна  | 7-я луна                | 8-я луна*  | 9-я луна*             | 10-я луна  | 11-я луна*               | 12-я луна               |                |
| Юлианский календарь                  | 1 февраля 1508  | 2 марта    | 1 апреля                | 30 апреля               | 30 мая                  | 28 июня   | 28 июля                 | 27 августа | 25 сентября           | 24 октября | 23 ноября                | 22 декабря              |                |
| 6-й год Эйсё (Земляная Змея)         | 1-я луна*       | 2-я луна   | 3-я луна*               | 4-я луна                | 5-я луна                | 6-я луна* | 7-я луна                | 8-я луна*  | 8-я луна (високосная) | 9-я луна*  | 10-я луна                | 11-я луна*              | 12-я луна      |
| Юлианский календарь                  | 21 января 1509  | 19 февраля | 21 марта                | 19 апреля               | 19 мая                  | 18 июня   | 17 июля                 | 16 августа | 14 сентября           | 14 октября | 12 ноября                | 12 декабря              | 10 января 1510 |
| 7-й год Эйсё (Металлическая Лошадь)  | 1-я луна*       | 2-я луна   | 3-я луна*               | 4-я луна                | 5-я луна*               | 6-я луна  | 7-я луна                | 8-я луна*  | 9-я луна              | 10-я луна* | 11-я луна                | 12-я луна               |                |
| Юлианский календарь                  | 9 февраля 1510  | 10 марта   | 9 апреля                | 8 мая                   | 7 июня                  | 6 июля    | 5 августа               | 4 сентября | 3 октября             | 2 ноября   | 1 декабря                | 31 декабря              |                |
| 8-й год Эйсё (Металлическая Коза)    | 1-я луна*       | 2-я луна*  | 3-я луна                | 4-я луна*               | 5-я луна*               | 6-я луна  | 7-я луна                | 8-я луна*  | 9-я луна              | 10-я луна  | 11-я луна*               | 12-я луна               |                |
| Юлианский календарь                  | 30 января 1511  | 28 февраля | 29 марта                | 28 апреля               | 27 мая                  | 25 июня   | 25 июля                 | 24 августа | 22 сентября           | 22 октября | 21 ноября                | 20 декабря              |                |
| 9-й год Эйсё (Водяная Обезьяна)      | 1-я луна        | 2-я луна*  | 3-я луна*               | 4-я луна                | 4-я луна (високосная) * | 5-я луна* | 6-я луна                | 7-я луна*  | 8-я луна              | 9-я луна   | 10-я луна                | 11-я луна*              | 12-я луна      |
| Юлианский календарь                  | 19 января 1512  | 18 февраля | 18 марта                | 16 апреля               | 16 мая                  | 14 июня   | 13 июля                 | 12 августа | 10 сентября           | 10 октября | 9 ноября                 | 9 декабря               | 7 января 1513  |
| 10-й год Эйсё (Водяной Петух)        | 1-я луна        | 2-я луна*  | 3-я луна*               | 4-я луна                | 5-я луна*               | 6-я луна* | 7-я луна                | 8-я луна*  | 9-я луна              | 10-я луна  | 11-я луна*               | 12-я луна               |                |
| Юлианский календарь                  | 6 февраля 1513  | 8 марта    | 6 апреля                | 5 мая                   | 4 июня                  | 3 июля    | 1 августа               | 31 августа | 29 сентября           | 29 октября | 28 ноября                | 27 декабря              |                |
| 11-й год Эйсё (Деревянная Собака)    | 1-я луна        | 2-я луна*  | 3-я луна                | 4-я луна*               | 5-я луна                | 6-я луна* | 7-я луна*               | 8-я луна   | 9-я луна*             | 10-я луна  | 11-я луна*               | 12-я луна               |                |
| Юлианский календарь                  | 26 января 1514  | 25 февраля | 26 марта                | 25 апреля               | 24 мая                  | 23 июня   | 22 июля                 | 20 августа | 19 сентября           | 18 октября | 17 ноября                | 16 декабря              |                |
| 12-й год Эйсё (Деревянная Свинья)    | 1-я луна        | 2-я луна   | 2-я луна (високосная) * | 3-я луна                | 4-я луна*               | 5-я луна  | 6-я луна*               | 7-я луна*  | 8-я луна              | 9-я луна*  | 10-я луна                | 11-я луна*              | 12-я луна      |
| Юлианский календарь                  | 15 января 1515  | 14 февраля | 16 марта                | 14 апреля               | 14 мая                  | 12 июня   | 12 июля                 | 10 августа | 8 сентября            | 8 октября  | 6 ноября                 | 6 декабря               | 4 января 1516  |
| 13-й год Эйсё (Огненная Крыса)       | 1-я луна        | 2-я луна*  | 3-я луна                | 4-я луна                | 5-я луна*               | 6-я луна  | 7-я луна*               | 8-я луна*  | 9-я луна              | 10-я луна* | 11-я луна                | 12-я луна*              |                |
| Юлианский календарь                  | 3 февраля 1516  | 4 марта    | 2 апреля                | 2 мая                   | 1 июня                  | 30 июня   | 30 июля                 | 28 августа | 26 сентября           | 26 октября | 24 ноября                | 24 декабря              |                |
| 14-й год Эйсё (Огненный Бык)         | 1-я луна        | 2-я луна*  | 3-я луна                | 4-я луна                | 5-я луна*               | 6-я луна  | 7-я луна*               | 8-я луна   | 9-я луна*             | 10-я луна  | 10-я луна (високосная) * | 11-я луна               | 12-я луна*     |
| Юлианский календарь                  | 22 января 1517  | 21 февраля | 22 марта                | 21 апреля               | 21 мая                  | 19 июня   | 19 июля                 | 17 августа | 16 сентября           | 15 октября | 14 ноября                | 13 декабря              | 12 января 1518 |
| 15-й год Эйсё (Земляной Тигр)        | 1-я луна        | 2-я луна*  | 3-я луна                | 4-я луна*               | 5-я луна                | 6-я луна  | 7-я луна*               | 8-я луна   | 9-я луна*             | 10-я луна  | 11-я луна*               | 12-я луна               |                |
| Юлианский календарь                  | 10 февраля 1518 | 12 марта   | 10 апреля               | 10 мая                  | 8 июня                  | 8 июля    | 7 августа               | 5 сентября | 5 октября             | 3 ноября   | 3 декабря                | 1 января 1519           |                |
| 16-й год Эйсё (Земляной Кролик)      | 1-я луна*       | 2-я луна   | 3-я луна*               | 4-я луна                | 5-я луна*               | 6-я луна  | 7-я луна*               | 8-я луна   | 9-я луна              | 10-я луна* | 11-я луна                | 12-я луна               |                |
| Юлианский календарь                  | 31 января 1519  | 1 марта    | 31 марта                | 29 апреля               | 29 мая                  | 27 июня   | 27 июля                 | 25 августа | 24 сентября           | 24 октября | 22 ноября                | 22 декабря              |                |
| 17-й год Эйсё (Металлический Дракон) | 1-я луна*       | 2-я луна*  | 3-я луна                | 4-я луна*               | 5-я луна*               | 6-я луна  | 6-я луна (високосная) * | 7-я луна   | 8-я луна              | 9-я луна   | 10-я луна*               | 11-я луна               | 12-я луна      |
| Юлианский календарь                  | 21 января 1520  | 19 февраля | 19 марта                | 18 апреля               | 17 мая                  | 15 июня   | 15 июля                 | 13 августа | 12 сентября           | 12 октября | 11 ноября                | 10 декабря              | 9 января 1521  |
| 18-й год Эйсё (Металлическая Змея)   | 1-я луна*       | 2-я луна*  | 3-я луна                | 4-я луна*               | 5-я луна*               | 6-я луна  | 7-я луна*               | 8-я луна   | 9-я луна              | 10-я луна* | 11-я луна                | 12-я луна               |                |
| Юлианский календарь                  | 8 февраля 1521  | 9 марта    | 7 апреля                | 7 мая                   | 5 июня                  | 4 июля    | 3 августа               | 1 сентября | 1 октября             | 31 октября | 29 ноября                | 29 декабря              |                |

* звёздочкой отмечены короткие месяцы (луны) продолжительностью 29 дней. Остальные месяцы длятся 30 дней.